# Joan Vinyoli i Pladevall
Joan Vinyoli i Pladevall (Barcelona, 3 de juliol de 1914 - 30 de novembre de 1984) fou un poeta català.
Va començar a guanyar els primers premis de poesia durant la dècada de 1950, tot i que el reconeixement públic li arribà a principi dels anys 1970, amb el poemari Tot és ara i res. Entre els anys 1970 i 1984 va publicar regularment i va rebre diversos reconeixements. La seva obra poètica relaciona la seva trajectòria vital amb la seva obra, amb un cert sentit místic on es pregunta per la fe. Durant els darrers anys, Vinyoli ha esdevingut un poeta de referència per als nous escriptors catalans, la seva obra s'ha reeditat i és un dels poetes més citats pels seus companys del segle xxi.
Fortament influït per Rainer Maria Rilke, va començar a escriure incitat per una frase seva:
| «                    | La poesia no és cosa de sentiments sinó d'experiències | » |
| — Rainer Maria Rilke |                                                        |   |

## Biografia
Vinyoli va viure una infantesa marcada per les penúries econòmiques familiars. El seu pare, Joan Vinyoli i Ramis, metge internista, va morir quan tenia quatre anys, el 1919. Nascut a Barcelona, en morir el seu pare es van traslladar a Sant Joan Despí, primer al municipi, i més endavant en una petita torre a prop de la via del tren.
El 1922 tornà a Barcelona, on va començar a estudiar als Jesuïtes del carrer Casp. Després passaria al Colegio de la Inmaculada.
Cursà estudis de comerç i als setze anys entrà a treballar a l'Editorial Labor, on va exercir càrrecs diversos, fins a la seva jubilació el 1979.
De vocació inicial vacil·lant i de formació autodidacta, Vinyoli concep la poesia, a la manera ribiana, com una eina indagatòria i de coneixement sobre un mateix i sobre el món i com una forma de realització espiritual. La seva lírica, deutora del romanticisme alemany i el postsimbolisme evoluciona progressivament cap a una poesia metafísica i existencial empeltada d'un realisme de caràcter experiencial i moral. La poesia és, per a Vinyoli, una via d'arrelament en la realitat i de transcendència d'aquesta i el mitjà òptim, de salvació, per superar l'estat d'indigència que el poeta creu inherent a la condició humana.
La seva producció poètica pot dividir-se en dues etapes: la primera, que va de 1937 a 1963 i en la qual és fidel al mestratge de Riba i Rilke, és la de formació i consolidació. Està caracteritzada pels constants replantejaments poètics i per la ferma voluntat de construir-se una veu lírica personal.

### Primera etapa
Publica cinc reculls poètics: Primer desenllaç (1937), un llibre menor en què preval la voluntat d'art a l'autèntica poesia; De vida i somni (1948), escrit segons una nova forma de concebre el quefer poètic, més com «un misteri quasi religiós que com un ofici»; Les hores retrobades (1951), de to marcadament elegíac i que inaugura l'etapa de consolidació de Vinyoli, que comportarà el pas decisiu des del descriptivisme paisatgístic inicial fins al procés de simbolització tan característic de la seva obra posterior; i El Callat (1956), que es conforma com el volum central i més reeixit de la primera època.
L'any 1963, i després de set anys de silenci, en els quals, però, escriu la primera versió de Llibre d'amic, Joan Vinyoli publica Realitats, un llibre irregular i heterogeni en què el poeta vacil·la entre seguir fidel als postulats poètics que han presidit l'escriptura d'El Callat o adscriure's al model de poesia realista i engatjada que impera en aquell moment a Catalunya.

### Segona etapa
La segona etapa, que va de 1970 a 1984, és la de maduresa i plenitud poètiques i coincideix amb el moment de màxim reconeixement per part de la crítica (premis, ressenyes, lectures poètiques...) i del públic lector. És també la més fecunda: edita un total d'onze llibres de poemes, a més de dos reculls d'obra poètica, Poesia completa 1937-1975 (1975) i Obra poètica 1975-1979 (1979), i dos volums de traduccions de la poesia de Rilke, Versions de Rilke (1984) i Noves versions de Rilke (1985), que apareix pòstumament. Entre 1970 i 1975, Vinyoli publica els volums Tot és ara i res (1970), Encara les paraules (1973) i Ara que és tard (1975), que formen un tríptic unitari, pel to desolat i pel plantejament existencialista que els caracteritza.
Amb Vent d'aram (1976), s'inicia el darrer tombant de la seva poesia, molt intens i productiu, malgrat els constants problemes de salut. Els llibres publicats en aquests anys giren al voltant de tres eixos temàtics: l'amor, la mort i la poesia. Llibre d'amic (1977), El griu (1978) i Cants d'Abelone (1983, però escrit el 1979) són llibres de temàtica amorosa, ja sigui des d'un vessant místicoespiritual o més explícitament eròtic (El griu). Amb el recull Cercles (1979), de to amarg, però lúcid, Vinyoli intenta una reflexió metafísica sobre l'existència; mentre que en els darrers poemaris, A hores petites (1981), Domini màgic i Passeig d'aniversari (1984), el tema central és el de la polarització entre la consciència de la mort i la dimensió màgica i transcendent de la paraula poètica. A les acaballes de la vida, el poeta s'aferra en l'àmbit líric com a únic mitjà per fer front a l'embat del temps i la fragilitat de l'existència:
| «              | Tot és lluny i prop, i no s'acaba mai aquest viatge per les paraules: ja no tinc res més. | » |
| — Joan Vinyoli |                                                                                           |   |

### Estiueig a Santa Coloma de Farners i a Begur
Vinyoli va néixer i morir a Barcelona, ciutat que estimava profundament, on va viure i treballar tota la vida (la major part, al carrer de Castellnou, 48, al barri de les Tres Torres, on morí). Tanmateix, en els seus versos, hi deixen una empremta fonamental els períodes d'estiueig viscuts a Santa Coloma de Farners, en la infantesa, i a Begur en l'edat adulta. Són els dies de la llibertat, on pot gaudir plenament de l'entorn natural i l'humà d'aquestes dues poblacions de les comarques de Girona i lliurar-se a la poesia.
A Santa Coloma va passar els estius de la seva infantesa i adolescència des del 1922 fins al 1935, al carrer Beat Dalmau, 34. Hi fa el triple descobriment de l'amor, la natura i la poesia: el vers "I la natura em crida", que inaugura la seva obra, té la gènesi en el record del seu paisatge i, com digué ell mateix: 
| «         | De més o menys els vuit anys fins als disset anys els vaig passar a Santa Coloma de Farners, La Selva, vila el paisatge de la qual ha estat més tard literaturitzat en algun dels meus primers llibres. Recordo que allí hi vaig passar les millors estones de la meva adolescència: les passejades a la plaça, el tennis, els boscos. | » |
| — Vinyoli | |   |

A Begur, a partir de l'estiu de 1954, hi descobreix l'àmbit metafòric i sensorial del mar. També s'hi referí amb aquestes paraules: 
| « | el lloc important i definitiu com a centre de les meves experiències de tot ordre, poètic i vital, va ser Begur | » |

## Obra
L'obra poètica de Joan Vinyoli, influïda inicialment per les lectures de Carles Riba i de R.M. Rilke, la constitueixen més de 500 poemes distribuïts en 17 llibres. Posteriorment també es va veure influenciat per les lectures de Hölderlin, Rimbaud i Shakespeare. La seva veu assoleix una primera culminació amb El Callat (1956), un dels poemaris més profunds i rics en sentits de la poesia catalana de la postguerra. Després, amb el llibre Realitats (1963), fa una deliberada aproximació al realisme històric, corrent imperant a l'època. Però el seu realisme existencialista és molt personal i no encaixa en el gust de la crítica del moment. Tanmateix, era l'inici de la modulació d'una veu pròpia que es manifestarà de forma impetuosa a partir de l'any 1970 amb la publicació de Tot és ara i res.
La seva poesia, de to indagatori, es converteix en la crònica lírica d'una personalitat vitalista i anhelant, i sedueix els lectors per la seva extraordinària capacitat comunicativa i la seva autenticitat. L'efervescència creativa de Vinyoli culmina en els darrers poemaris, en els quals es renova constantment dins una unitat orgànica. El seu darrer llibre, Passeig d'aniversari (1984), és una meditació lírica marcada pel pressentiment de la mort.

### Obres publicades
- 1937 — Primer desenllaç. Ed. Residència d'estudiants.[7]
- 1948 — De vida i somni. Ariel.
- 1951 — Les hores retrobades. Els llibres de l'Óssa Menor.[8]
- 1956 — El Callat. Els llibres de l'Óssa Menor.[9]
- 1963 — Realitats. Els llibres de l'Óssa Menor.[10]
- 1970 — Tot és ara i res. Edicions 62.[11]
- 1973 — Encara les paraules. Edicions 62.[12]
- 1975 — Ara que és tard. Edicions 62.[13]
- 1975 — Poesia completa 1937-1975. Editorial Ariel (Introducció de Joan Teixidor).[14]
- 1976 — Vent d'aram. Proa (Pròleg de Lluís Izquierdo).[15]
- 1977 — Llibre d'amic. La Gaya Ciencia.[16]
- 1978 — El griu. La Magrana.[17]
- 1979 — Obra poètica 1975-1979. Ed. Crítica (Pròleg de Miquel Martí i Pol).[18]
- 1980 — Cercles. Barcelona: Edicions 62.[19]
- 1981 — A hores petites. Ed. Crítica.[20]
- 1981 — Antologia poètica. Proa (Tria i pròleg de Feliu Formosa).[21]
- 1983 — Cants d'Abelone. Revista Reduccions.
- 1984 — Domini màgic. Empúries.
- 1984 — Passeig d'aniversari. Empúries.
- 2001 — Obra poètica completa. Col·lecció Clàssics Catalans. Edicions 62 - Diputació de Barcelona. Reedició en butxaca, 2008.

Algunes de les obres de Vinyoli han estat traduïdes al castellà i al francès. A més, Vinyoli també va traduir algunes obres al català:
- RILKE, Rainer M.: Versions de Rilke. Barcelona: Proa, 1984.
- RILKE, Rainer M.: Noves versions de Rilke. Barcelona: Empúries, 1985.[22]

## Influències Clàssiques
Els vestigis dels clàssics grecollatins en l'obra literària de Vinyoli es deuen a la forta influència de Carles Riba i R. M. Rilke, tenint en compte que és gràcies a les traduccions dels poemes de l'autor txec i a la relació, tant d'amistat com laboral, del poeta, crític i traductor català que es pot apreciar dita influència.
Hi ha dues obres fonamentals de Rilke que marquen l'herència de la cultura clàssica occidental als poemes de Joan Vinyoli: Sonets a Orfeu i Elegies de Duino. La figura mitològica d'Orfeu és el personatge central del recull de poesies El Callat i segons la tradició de Rilke ens interessen sobretot dos aspectes: d'una banda, la tasca creadora del poeta i, d'altra banda, la davallada als inferns i, per tant, el coneixement de la cara lluminosa i fosca de la vida, és a dir, s'ha d'entendre Vinyoli com un poeta òrfic en el sentit que fa servir mitemes entorn de la figura d'Orfeu per expressar i representar la seva pròpia experiència. Ara bé, dins d'aquestes dues grans qüestions òrfiques, també hi ha altres subtemes que al·ludeixen a la cultura clàssica grecollatina i que són presents a les obres vinyolianes de la primera etapa. En primer lloc, el to elegíac dels poemes davant de la mort fa que la poesia esdevingui un cant elegíac per les coses perdudes -la lamentació per la destrucció del temps, ens fa veure una clara referència al tòpic literari sobre la brevetat de la vida; "tempus fugit"-. En segon lloc, la natura que traspua l'estat anímic del poeta, així doncs, de la mateixa manera que el dolorós cant d'Orfeu commou tots els éssers i estableix un vincle amb el paisatge, Rilke i Vinyoli creen una relació entre l'estat anímic interior i la natura externa. I, en tercer lloc, també forma part d'aquest orfisme rilkeà palès a la poesia de Vinyoli, la concepció de la poesia com a celebració de la vida. Per tant, l'orfisme de Vinyoli recull des de la identificació d'alguns trets personals amb el cantor traci, fins a elements purament simbòlics.
Ara bé, les influències grecollatines en l'obra del poeta català no només es veuen reflectides en la temàtica d'Orfeu i els seus mitemes, en alguns dels poemes de Joan Vinyoli es pot apreciar la petjada dels grans autors clàssics, com per exemple la de Virgili al poema Sunt lacrimae rerum, el títol del qual remet directament al vers 462 de l'Eneida. A més, com el mateix autor reconeix al pròleg d'El Callat, els poemes vinyolians de la primera etapa estan marcats per un to elegíac, que ens fa pensar, també, en la poesia clàssica.

## Premis
- 1951 — Premi Óssa Menor per Les hores retrobades[28]
- 1974 — Premi Lletra d'Or per Encara les paraules
- 1976 — Creu de Sant Jordi de la Generalitat de Catalunya
- 1976 — Premi de la Crítica de poesia catalana per Ara que és tard
- 1977 — Premi Crítica Serra d'Or de poesia per Ara que és tard
- 1977 — Premi Crítica Serra d'Or de poesia per Vent d'aram
- 1984 — Premi de la Crítica de poesia catalana per Passeig d'aniversari
- 1985 — Premi Nacional de poesia de les Lletres Espanyoles per Passeig d'aniversari
- 1985 — Premi Crítica Serra d'Or de poesia per Passeig d'aniversari
- 1985 — Premi Crítica Serra d'Or de poesia per A hores petites

## Llegat

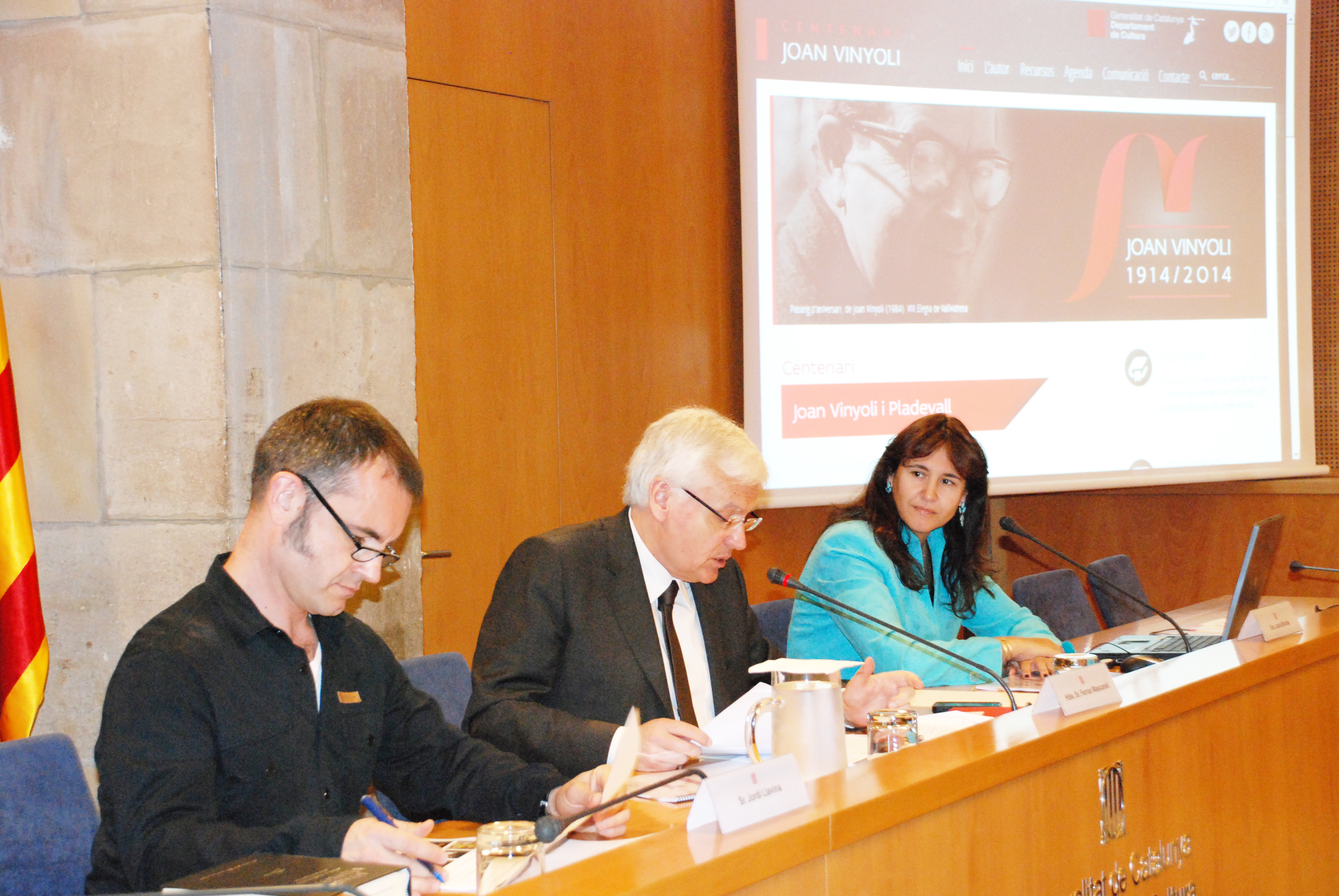
Presentació de l'Any Vinyoli el març de 2014

- Biblioteca: A Santa Coloma de Farners hi ha una biblioteca que duu el seu nom, la Biblioteca Joan Vinyoli.[29]
- Ruta Poètica Vinyoli (Begur): Des del 2011 existeix un itinerari que recorre Begur, passant per les dues cases on va estiuejar el poeta amb la seva família i amics i que van suggerir imatges recurrents de la seva obra. També té en compte els punts de trobada i de reunió, aquells llocs on el poeta llegia, escrivia o feia tertúlia i també els llocs més simbòlics, més inspiradors de versos i moments de reflexió, com el mirador de Sant Ramon, el carrer del Castell o el mateix Castell de Begur.[30]
- Itinerari poètic Joan Vinyoli (Santa Coloma de Farners): A Santa Coloma de Farners hi ha una ruta literària de Joan Vinyoli, amb la intenció de presentar els entorns relacionats amb la poesia de Vinyoli. Transcorre pel Parc de Sant Salvador, on es convida a llegir setze poemes en un recorregut circular d'uns 1.500 metres aproximadament.[5]
- 25 anys de la mort: El 2009 es van celebrar els 25 anys de la mort de Vinyoli, amb un seguit d'actes arreu de Catalunya, entre els quals van destacar unes Sessions poètiques dedicades a Joan Vinyoli, un Homenatge de Begur a Joan Vinyoli i una Jornada “A Joan Vinyoli” organitzada per la Institució de les Lletres Catalanes i l'Arts Santa Mònica, en col·laboració amb la Universitat Oberta de Catalunya i l'Ajuntament de Barcelona i coordinada per Cristina Badosa.[31]
- La bastida dels somnis. Vida i obra de Joan Vinyoli, de Pep Solà: biografia del poeta publicada el 2010 a CCG Edicions
- Any Vinyoli: El 2014 se celebra l'Any Vinyoli, el centenari del seu naixement.[32]
- Càtedra Joan Vinyoli de poesia contemporània a la Universitat de Girona[33]
- Espai Vinyoli, a la Casa de la Paraula de Santa Coloma de Farners. Aquest espai seria centre d'estudi i documentació i alhora centre interpretatiu. I, tal com s'ha acordat amb els hereus del poeta, garantiria la unitat del llegat (documentació, mobiliari i biblioteca).[34]
- Jardins de Joan Vinyoli, a Barcelona.
- Placa commemorativa a la casa on va viure i morir Joan Vinyoli, i on va escriure la major part de la seva obra poètica, al carrer Castellnou 48 de Barcelona